# Janošik
Janošik (cyr. Јаношик) – wieś w Serbii, w Wojwodinie, w okręgu południowobanackim, w gminie Alibunar. W 2011 roku liczyła 966 mieszkańców.